# The studs
the studs (スタッズ) は、日本のヴィジュアル系ロックバンド。2007年4月結成。2009年夏に活動休止。

## メンバー
- 大佑 (ダイスケ)
  - ボーカル担当。7月30日生、A型。
  - 活動休止後、「大佑と黒の隠者達」と銘打ったソロ活動をスタート。2010年7月15日死去。
- aie (アイエ)
  - ギター担当。9月26日生、O型。
  - 現在gibkiy gibkiy gibkiy、the god and death stars、THE MADCAP LAUGHS、KEELと言うバンドで活動している。

### 旧メンバー
- 響 (ヒビキ)
  - ドラム担当。
2009年4月10日、目黒鹿鳴館公演に於けるライブを以て脱退。理由は「音楽性の違い」としている。
- yukino (ユキノ)
  - ベース担当。1月16日生、血液型はO型。
活動休止中、志向性の違いから脱退。

現在は、響と共に、dim my divisionのヴォーカル＆ギターとして活動している。

## 概要
元蜉蝣の大佑、元deadmanのaie、yukino、そしてyukinoの友人で元keinの響ら4人で結成された。バンド名は「世の中における『苛立ち』を『4つのstud』に込めて昇華する」というコンセプトの下、名付けられた。
2007年6月のワンマンライブをもって活動を開始。大佑の希望でインディーズレーベルの所属となったが、日本だけでなく海外にも活動範囲を広げている。2009年夏、2ndアルバム『alansmithee』の発売直後、活動休止を発表。
2011年7月15日に行われた、大佑の追悼ライブにも参加。当日は既に脱退していたyukinoと響も参加した。

## 来歴
2007年
- 4月、結成。
- 6月13日、ミニアルバム『studs』をリリース。
- 6月14日よりワンマンツアー「tour '07 spread from warm rain」を開催。
- 8月2日、イベント「SCUBER DIVE〜渋谷が大変〜」に参加。
- 8月11日、「master mind 〜真夏の夜の夢〜」に参加。
- 10月27日、イベント「MUSIC ON! TV　ユメレジ presents jealkb スペシャルLIVE Vol. 2」に参加。
- 10月29日より『CONFIDENCE in the CHAOS.』に参加。
- 11月5日より12012と「蠍座は二度笑う　the studs,12012カップリングツアー」を開催。
- 11月28日より「緋」に参加。(京都・広島・山口)
- 12月22日、12012と「蠍座は二度笑う　the studs, 12012カップリングツアー FREE-WILL ONLINE 会員限定」を開催。

2008年
- 1月16日、1stシングル「虹の色」をリリース。
- 1月20日よりワンマンツアー「Tour '08 「桜の棘」〜1月〜」を開催。
- 2月6日、2ndシングル「gaze」をリリース。
- 2月8日よりワンマンツアー「Tour '08 「桜の棘」〜2月〜」を開催。
- 3月5日、1stアルバム『and hate』をリリース。
- 3月16日よりワンマンツアー「Tour '08 「桜の棘」」を開催。
- 5月9日、ワンマンライブ「Tour '08 「桜の棘」Final」を開催。
- 6月13日よりライカエジソン主催イベント「Like an Edison 名阪5周年記念 SPECIAL LIVE」に参加。
- 7月11日よりライカエジソン、UNDER CODE PRODUCTION主催イベント「CROSS GATE 2008〜The Colored World〜」に参加。
- 7月30日よりイベント「CHOKUGEKI VIBRATION"夏休みSPECIAL"」に参加。
- 8月9日、イベント「812.「真夏ノ八景」」に参加。
- 8月30日、イベント「812.「真夏ノ八景」final special」に参加。
- 10月1日、3rdシングル「クリーピークローリー」をリリース
- 10月8日、4thシングル「あの音」をリリース。
- 10月13日、「東京地下室 〜地下十三階〜」に参加。
- 10月15日、5thシングル「帳」をリリース。
- 10月16日、初主催イベント「heart shaped box」を開催。
- 10月31日よりワンマンツアー「Tour'08 creepy crawly」を開催。
- 11月24日、イベント「Treasurebox@Shibuya extra 11.24 [NACK5 20th] * [Heaven's Rock 15th]」に参加。
- 12月3日、6thシングル「スパイダーネスト/闇のち雨をリリース。
- 12月5日よりワンマンツアー「Tour '08 creepy crawly the studs ONLINE会員限定LIVE」を開催。
- 12月31日、イベント「Over The Edge 2008」に参加。

2009年
- 1月11日、イベント「"DEAD EDISON vol.1"」に参加。
- 1月17日、ワンマンライブ「Tour '08 creepy crawly Final」を開催。
- 3月20日よりワンマンツアー「Tour「東京スタッズ」」を開催。
- 5月10日よりイベント「Absolute Domain-絶対領域- AREA CODE:E」に参加。
- 5月20日、2ndアルバム『alansmithee』をリリース。
- 5月24日、ワンマンライブ「alansmithee」発売FWOL会員先行プレミアムライブ」を開催。
- 6月7日、ワンマンツアー「Tour '09 alansmithee」を開催。

## ディスコグラフィー

### ミニアルバム
1. studs（2007年6月13日） 2TYPE同時リリース

### シングル
1. 虹の色（2008年1月16日）
2. gaze（2008年2月6日）
3. クリーピークローリー（2008年10月1日）
4. あの音（2008年10月8日）
5. 帳（2008年10月15日）
6. スパイダーネスト/闇のち雨（2008年12月3日）

### アルバム
1. and hate（2008年3月5日） 2TYPE同時リリース
2. alansmithee（2009年5月20日） 2TYPE同時リリース